# Vándor a ködtenger felett
A Vándor a Ködtenger felett Caspar David Friedrich német romantikus művész 1818-ban készült képe.
Egy férfit ábrázol, aki egy sziklás tájon áll, háttal a nézőnek; egy sűrű köddel borított tájban, amely végtelenül a távolba nyúlik.
A romanticizmus egyik remekművének és egyik legreprezentatívabb alkotásának tartják.
A festményt széles körben az önreflexió vagy az életútról való elmélkedés emblémájaként értelmezték, és széles körben úgy tartják, hogy a táj a magasztosságot idézi. 
Míg Friedrichet német és orosz körökben tisztelték, a Ködtenger feletti vándort nem tekintették azonnal remekműnek.  
Friedrich hírneve javult a 20. század elején, és különösen az 1970-es években; A Wanderer különösen népszerűvé vált, a "populáris művészet" és a magas kultúra példájaként szerepelt a könyveken és más műveken. 
Friedrich gyakori használója volt festményein a hátrafelé néző alaknak németül: Rückenfigur (németül: hátrafelé néző alaknak); A Ködtenger feletti vándor talán a leghíresebb Rückenfigura a művészetben a téma előtérbe helyezése miatt.
A műalkotás 1939-ben még a berlini Wilhelm August Luz galériában volt kiállítva, majd 1970-ben a németországi Hamburger Kunsthalle vásárolta meg, ahol azóta is kiállítják.
A Ködtenger feletti vándor szorosan kapcsolódik a romantikához, egy széles művészeti és irodalmi mozgalomhoz, amely a felvilágosodás után alakult ki.
Bár a férfi személyazonossága bizonytalan, egyesek azt sugallják, hogy ez magának a művésznek az önarcképe, amely külső megjelenési hasonlóságokra mutat rá, például a vörös hajra, és emiatt a festményt széles körben úgy értelmezték, mint az önreflexió vagy az életútról való elmélkedés emblémája.
A Wanderer tájáról széles körben úgy tartják, hogy felidézi a magasztosságot, a tipikuson túlmutató nagyobb rejtélyeket és lehetőségeket. Friedrich ezzel kapcsolatban kifejtette elképzeléseit: "A művésznek nemcsak azt kell megfestenie, ami előtte van, hanem azt is, amit magában lát." 
A ködről ezt írta: "Amikor egy régió ködbe burkolja magát, nagyobbnak és magasztosabbnak tűnik, felkelti a képzeletet, és felkelti az elvárásokat, mint egy fátyolos lány.”
Még mindig vannak különbségek Friedrich és más romantikusok között. Werner Hofmann azt írta, hogy a Vándor nyitottabb és kérdőjelesebb, mint a tipikus romantikus művek. Friedrich kutató vándorát, aki nem ismeri a jövőt, összehasonlítja Delacroix A Szabadság vezeti a népet című művével, amely biztosabb a szükséges cselekvési irányt illetően, ami talán a korszak német és francia nacionalizmusának különbségeihez kapcsolódik.